# 고려대학교구로병원
고려대학교구로병원(Korea University Guro Hospital) 또는 고대구로병원은 서울특별시 구로구에 위치한 상급종합병원이다.

## 연혁
- 1983년 8월 10일 병원 건물 준공
- 1983년 9월 1일 진료 개시
- 1983년 9월 15일 고려대학교구로병원 개원
- 1986년 5월 30일 연구교수동 및 대강당 준공
- 1998년 10월 30일 병원 신축 공사
- 2007년 4월 19일 신관 준공
- 2008년 6월 10일 본관 리모델링 후 그랜드오픈

## 같이 보기
- 고려대학교
- 고려대학교 의료원
- 고려대학교안암병원
- 고려대학교안산병원